# استتار (فیلم ۱۹۷۷)
استتار (لهستانی: Barwy ochronne) فیلمی به کارگردانی کشیشتف زانوسی است که در سال ۱۹۷۷ منتشر شد.